# Rummel & Rabalder: Jakten på Kapten Hanssons guld
 Rummel & Rabalder: Jakten på Kapten Hanssons guld är ett svenskt datorspel från 1998 producerat av Utero Digital Media AB, efter en idé av Lars Anttinen. Spelet är baserat på TV4:s figurer Rummel och Rabalder från TV-serien med samma namn från Lattjo Lajban, skapad av Torbjörn Jansson, som även skrev manuset till spelet.
Spelet är lämpligt för barn från fyra år.

## Handling
Efter ett misslyckat experiment i Dr. Franks laboratorium lyckas Rabalder ta Kapten Hanssons guld. Men på grund av det varma guldet så tappar han guldet och det  faller rakt ner i Bråddisarnas händer. Bråddisarna snor guldet och smiter iväg. För att rädda kaptenens liv beger sig Rummel och Rabalder med sin flygande matta på en farlig färd genom ventilerna, ut i staden och genom en vindlande ravin, ända fram till Bråddisarnas skattgömma.

## Röster
- Rummel - Erik Ahrnbom
- Rabalder - Ivan M. Petersson

## Funktion
Spelet går, med undantag för handlingens mål, ut på att samla ostbågar till Rummel och Rabalder. För att klara ut spelet måste man, med hjälp av piltangenterna, undvika ett flertal hinder på vägen. En varningslinje skymtar vid varje hinder, som visar åt vilket håll mattan ska svänga. Ifall mattan inte svänger, eller gör detta för sent, kraschar man och förlorar ett liv. Utgångsantalet liv är tre stycken mattpiskor. På vägen till Bråddisarnas skattgömma finns det även ett flertal mattpiskor att fånga som extraliv.
Systemkrav för Rummel & Rabalder: Jakten på Kapten Hanssons guld
- Windows: 95/98SE/ME/2000/XP/Vista/7
- 100 MHz Processor Pentium
- 16 MB RAM
- CD-rom spelare (4x)
- Ljudkort
- Färgskärm med 16-bit färgdjup